# Franz Xaver Süßmayr
Franz Xaver Süßmayr, avstrijski skladatelj, * 1766, Schwanenstadt, † 17. september 1803, Dunaj.
Rojen je bil v učiteljski družini, mati mu je umrla, ko je imel 6 let, od doma pa je odšel s trinajstimi leti. Med letoma 1779 in 1787 je bil študent in kantor v benediktinskem samostanu v Kremsmünstru. Ko se je njegov glas spremenil, je postal violinist in igral v orkestru. Opatija je pogosto izvajala opere in singspiele, tako da je imel mladi Süssmayr priložnost študirati partiture Glucka in Salierija. Za opatijo je skomponiral vrsto cerkvenih skladb in scenskih del.
Po letu 1787 je odšel na Dunaj, kjer je postal Salierijev učenec. Leta 1792 je postal tudi pomočnik direktorja in skladatelj Gledališča pri Koroških vratih (Kärntnertortheater). Kot prepisovalec je leta 1791 pomagal Mozartu pri pripravljanju notnega materiala za operi La clemenza di Tito in Čarobno piščal, prav tako pa se mu pripisuje dokončanje Mozartovega Rekvijema. Njuno prijateljstvo naj bi bilo tesno in živahno.